# Thomas Kylau
Thomas Kylau (* 10. September 1932 in Memel; † 13. April 2020 in München) war ein deutscher Schauspieler und Hörspielsprecher.

## Leben
Thomas Kylau lebte bis 1945 in Heydekrug und besuchte dieselbe Schule wie lange zuvor der Schriftsteller Hermann Sudermann. Seine schauspielerische Ausbildung erhielt Kylau am Seminar der Hamburger Kammerspiele; unterrichtet wurde er dort von Ida Ehre, Horst Frank und Richard Münch. Stationen seiner Bühnenlaufbahn waren neben anderen das Alte Schauspielhaus Stuttgart, das Theater Bremen, das Bayerische Staatsschauspiel und das Münchner Volkstheater. Daneben spielte er in ca. 400 Vorstellungen der Revue Fifty-Fifty in Schmidts Tivoli in Hamburg und ab 2001 war er mit seinem Kabarettprogramm Schüttelpalme mit Nüssen in verschiedenen Einrichtungen zu Gast.
Sein Debüt vor der Kamera gab Thomas Kylau 1973 in der fünfteiligen Verfilmung von Hans Falladas Roman Bauern, Bonzen und Bomben. Danach sah man ihn häufig in Episodenrollen verschiedener Serien wie Der Alte, Derrick oder Vera Wesskamp sowie in drei Folgen der Reihe Tatort. In der Heimat-Trilogie von Edgar Reitz wirkte er im ersten und zweiten Teil mit. 
Darüber hinaus war Thomas Kylau umfangreich als Hörspielsprecher tätig, überwiegend in Produktionen von Radio Bremen; ferner hat er verschiedene Hörbücher eingelesen.
Thomas Kylau war Mitbegründer von schwulen Kulturzentren in Bremen und München. Er lebte in der bayerischen Landeshauptstadt.
Nach langer Krankheit starb er im Alter von 87 Jahren am Ostermontag 2020 in München.

## Filmografie (Auswahl)
- 1970: Keiner erbt für sich allein
- 1973: Bauern, Bonzen und Bomben
- 1975: Im Auftrag von Madame – Dirhams
- 1975: Hoftheater
- 1978: Gesucht wird … – Ole Jansen
- 1978: Loriot (Episode #1.6)
- 1980: Ein Kapitel für sich (Episode #1.3)
- 1982: Der Tod in der Waschstraße
- 1982: Wer spinnt denn da, Herr Doktor?
- 1983: Monaco Franze – Der ewige Stenz – Abgestürzt
- 1984: Heimat – Eine deutsche Chronik – Die Liebe der Soldaten  (1944)
- 1985: Der Fahnder – Drei Buben mit Dame
- 1986: Of Pure Blood
- 1987: Der Alte – Der Stichtag
- 1987: Derrick – Koldaus letzte Reise
- 1987: Derrick – Mordfall Goos
- 1989: Peter Strohm – Rendezvous in Berlin
- 1989: Forsthaus Falkenau (drei Folgen als Bürgermeister Karl)
- 1990: Der schönste Busen der Welt (Kurzfilm)
- 1991: Löwengrube – Funkstille
- 1992: Tatort – Tod eines Wachmanns
- 1992–1993: Vera Wesskamp (fünf Folgen als Frantisek)
- 1993: Die zweite Heimat – Chronik einer Jugend (drei Folgen als Eberhard Zielke)
- 1997: Der Fahnder – Post für Mike
- 1997: Freier Fall
- 1999: Mit fünfzig küssen Männer anders
- 2000: Tatort – Einmal täglich
- 2002: Der Mann von nebenan
- 2002: Tatort – Fakten, Fakten …
- 2003: Was nicht passt, wird passend gemacht – Oppa soll ins Heim
- 2008: Der Bulle von Tölz: Der Kartoffelkönig
- 2008: Todsünde
- 2009: Um Himmels Willen (zwei Folgen als Dr. Manfred Aufhäuser)
- 2012: Omamamia
- 2017: München Mord: Auf der Straße, nachts, allein

## Hörspiele
- 1985: Krieg um Stühle – Regie: Gottfried von Einem
- 1986: Seefieber – Regie: Hans Helge Ott
- 1986: Ein märchenhafter Gesang an König Habnens Ohr – Regie: Hans Helge Ott
- 1988: Liebkind im Vogelnest (3. Teil: Leberecht in Gefahr) – Regie: Charlotte Niemann
- 1989: Das Schweigen der Qin – Regie: Bernd Lau
- 1990: Der große Gructus – Regie: Gottfried von Einem
- 1993: Dressur – Regie: Christiane Ohaus
- 1993: Stilleben mit Spieluhr – Regie: Christiane Ohaus
- 1994: Rosa und Rosenbey – Regie: Hans Helge Ott
- 1995: Tintenfisch und Rolli (4. Teil: Der Großkunde aus Übersee) – Regie: Hans Helge Ott
- 1995: Nachtzug – Regie: Hans Helge Ott
- 1995: Amok – Drei Spaziergänge – Regie: Hans Helge Ott
- 1995: Der Zauberpudding – Die Abenteuer des Bunyip Bluegum (1. – 4. Teil) – Regie: Hans Helge Ott
- 1995: Die Applausmaschine (1. – 8. Teil) – Regie: Jörg Jannings
- 1995: Das Radio – Regie: Christiane Ohaus
- 1996: Singapore Sling (5. Teil) – Regie: Hans Helge Ott
- 1996: Lukas Kasha (1. und 4. Teil) – Regie: Christiane Ohaus
- 1997: Nebensache oder Das Mädchen, das so flüssig war, daß es nur in einem Glas herumlaufen konnte – Regie: Burkhard Schmid
- 1997: Du warst ganz und gar in Ordnung – Regie: Christiane Ohaus
- 1998: Wie Kater Zorbas der kleinen Möwe das Fliegen beibrachte – Regie: Christiane Ohaus
- 2002: Nachspiel – Regie: Gottfried von Einem
- 2003: Septembergewitter – Regie: Christiane Ohaus
- 2004: Madame Ka – Regie: Christiane Ohaus
- 2006: Nackt in Berlin – Regie: Gottfried von Einem
- 2007: Miesel und die Hexenverschwörung (1. und 2. Teil) – Regie: Hans Helge Ott
- 2015: Letzte Wohnung vor der Kiste – Regie: Thomas Werner